# Nuestra Señora de la Encarnación (Adeje)
Nuestra Señora de la Encarnación es una advocación de la Virgen María venerada en el municipio de Adeje, al sur de la isla de Tenerife (Islas Canarias, España). Se trata de la patrona de este municipio sureño y de una de las devociones más importantes y veneradas del sur de Tenerife.

## Historia
Según la tradición popular, la primitiva imagen de la Virgen de la Encarnación fue encontrada en el lugar costero conocido como La Enramada, en los primeros años tras la conquista de Tenerife que tuvo lugar a finales del siglo XV. La imagen aparecería por lo tanto, a principios del siglo XVI. En este paraje se construyó poco después una ermita para su veneración, pues hasta ese momento había sido venerada en la Cueva del Humilladero.
Posteriormente, comenzaría la tradición de La Rogativa a la Virgen de la Encarnación. Esta tradición se remonta al siglo XVI, cuando Pedro de Ponte decide trasladar la imagen de la Virgen hasta la Parroquia de Santa Úrsula en la Villa de Adeje, para protegerla de las incursiones de los piratas que eran muy comunes tanto en el litoral adejero como especialmente en el resto del sur de la isla. Sin embargo, los vecinos y devotos de la imagen no estaban muy conformes con dicho traslado, pero aun así accedieron aunque con la promesa de llevar la imagen de la Virgen cada año hasta su primer templo en La Enramada.
Esta tradición se ha mantenido a lo largo de los siglos como conmemoración de la intervención de la Virgen contra las plagas, enfermedades y hambrunas. Así se recoge en el Libro de Milagros de Nuestra Señora de la Encarnación que se conserva en el archivo parroquial de Santa Úrsula de Adeje y que evidencian la importancia de esta devoción y tradición para las gentes del sur de Tenerife.
La actual imagen es de candelero para vestir del siglo XVI, realizada en madera tallada y policromada. Ocupa la hornacina central del Retablo Mayor de la Iglesia de Santa Úrsula. La imagen de la Virgen de la Encarnación fue coronada canónicamente el 9 de octubre de 1994 por el obispo de Tenerife Felipe Fernández García.

## Fiestas
La Rogativa a la Virgen se celebra cada año el segundo domingo de Pascua de Resurrección. Primeramente, la imagen de la Virgen acompañada de peregrinos y romeros parte a las nueve de la mañana desde la Iglesia de Santa Úrsula hasta la ermita de San Sebastián en La Caleta, situada a la orilla del mar. 
A lo largo del camino se realizan diferentes estaciones o paradas en lugares clave del recorrido, como el Cementerio de Adeje, en el lugar llamado Las Toscas Coloradas y en la zona conocida como La Era. Durante el trayecto la Virgen recorre un itinerario tradicional conocido como Camino de la Virgen. Durante estas estaciones tienen lugar diferentes ofrendas musicales, poéticas y litúrgicas. Durante el recorrido, la Virgen pasa por los diferentes barrios del municipio.
Tras la llegada de la Virgen a la entrada de El Humilladero, se realiza el encuentro entre la Virgen de la Encarnación y San Sebastián, el otro patrono del municipio. Tras esto se celebra la eucaristía en el interior de la ermita de San Sebastián, para alrededor de las cuatro de la tarde, retornar la imagen de la Virgen a la Parroquia Matriz de Santa Úrsula.
Además de La Rogativa, cada año durante el mes de octubre se celebra en Adeje una romería en honor a los patronos del municipio: Santa Úrsula, la Virgen de la Encarnación y San Sebastián, que tiene la particularidad de que es la última romería de las que tienen lugar a lo largo del año en Tenerife.

## Patronazgo
La Virgen de la Encarnación es la patrona del municipio de Adeje desde época inmemorial, si bien, el 8 de mayo de 2022 fue proclamado el patronazgo canónico del municipio otorgado por la Congregación para el Culto Divino y la Disciplina de los Sacramentos de la Santa Sede.